# Associação Portuense de Ex-Líbris
Associação Portuense de Ex-Líbris foi uma Associação sem fins lucrativos dedicada ao estudo da Heráldica e Ex-Líbris. Fundada nos anos '50, no Porto, publicou desde 1956 a revista - «A Arte do Ex-Líbris» ininterruptamente até aos anos '90, dedicada em exclusivo ao mundo dos Ex-líbris, sob a direcção de Artur Mário Mota Miranda.
A APEL acrónimo da Associação Portuense de Ex-Líbris desde logo estabeleceu contactos internacionais com o renascente movimento ex-librístico europeu e com os Artistas de ex-líbris activos em Espanha, Itália, Bélgica, Holanda, Alemanha e sobretudo, nos países do Leste. 
A APEL veria cessar a sua actividade nos anos '90, com a crescente falta de sócios e colaboradores, tendo deixado de publicar a Revista, considerada como uma das melhores no seu género a nível internacional.